# Théorème de Cartan-Dieudonné
Le théorème de Cartan–Dieudonné est un théorème de mathématiques nommé d'après Élie Cartan et Jean Dieudonné. Techniquement, il existe plusieurs théorèmes de Cartan-Dieudonné, notamment vectoriel et affine.

## Énoncé
Soit E un espace vectoriel euclidien de dimension n ou plus généralement, un espace vectoriel de dimension n sur un corps de caractéristique différente de 2, muni d'une forme bilinéaire symétrique non dégénérée. Alors, tout élément du groupe orthogonal O(E) s'écrit comme produit d'au plus n réflexions.